# Юлим-Ноуккаярви
Юлим-Ноуккаярви — пресноводное озеро на территории Кестеньгского сельского поселения Лоухского района Республики Карелии.

## Общие сведения
Площадь озера — 1,2 км². Располагается на высоте 267,4 метров над уровнем моря.
Форма озера продолговатая: оно более чем на два километра вытянуто с запада на восток. Берега каменисто-песчаные, местами заболоченные.
С запада в озеро впадает река Ноуккайоки.
Через Юлим-Ноуккаярви протекает река Вуоснайоки, впадающая в реку Кутсайоки, которая, в свою очередь, впадает в реку Тумчу.
В озере расположено не менее трёх небольших безымянных островов.
К западу от озера проходит автодорога местного значения.
Населённые пункты вблизи водоёма отсутствуют.
Код объекта в государственном водном реестре — 02020000511102000001090.